# Soesi B
Said Rharissi (Amsterdam, 25 december 1986), beter bekend als Soesi B, is een Nederlandse rapper van Marokkaanse afkomst.

## Carrière
Hij raakte al op zijn 15e geïnteresseerd in het rappen, en is al zijn leven lang bevriend met Yes-R. Later zijn die twee samen raps gaan maken en treden samen op. In 2004 wordt Soesi B geïntroduceerd als lid van D-men, waarvan Yes-R al lid is. Onder deze samenwerking maakt hij 2 tracks die op de Straatremixes deel 2 & 3 verschijnen, verder rapt hij ook nog in andere tracks op deze mixtapes. De Straatremixes slaan aan bij het publiek en D-men wordt erg populair. Dit succes blijkt van korte duur want, nadat Brace de groep verlaat, besluit Yes-R ook om weg te gaan, waarna Soesi B hem volgt. De reden van het vertrek van Yes-R is nog steeds onbekend, zelf zegt hij dat hij gewoon weg is gegaan omdat hij meer met zijn neef Ali B wilde optreden.
Op het moment is Soesi druk bezig met zijn soloalbum en de back-up van Yes-R's soloalbum.
Hij heeft op 1 september 2007 zijn eigen mixtape uitgebracht genaamd 'Dit krijg je'.

## Discografie

### Singles
| Single met eventuele hitnotering(en) in de Nederlandse Top 40 | Datum van verschijnen | Datum van binnenkomst | Hoogste positie | Aantal weken | Opmerkingen                                    |
| ------------------------------------------------------------- | --------------------- | --------------------- | --------------- | ------------ | ---------------------------------------------- |
| Hey schatje!                                                  | 2007                  | 16-06-2007            | tip4            | -            | met Yes-R                                      |
| Gangsterboys                                                  | 27-01-2010            | 27-03-2010            | tip14           | -            | met Yes-R, Darryl & Sjaak Mostafa Amine Rapper |
| Ik Blaas                                                      | 2-11-2011             | 27-03-2010            | tip14           | -            | met Yes-R                                      |